# Florina Alías
Florina Alías Rodríguez (Colloto, c. 1921-Gijón, 30 de agosto de 1999) fue una escritora española que escribía en asturiano.

## Trayectoria
Escritora bilingüe en lengua asturiana y castellano, empezó publicando en los años 1950 en periódicos regionales.
Se casó con el también escritor Luis Aurelio Álvarez. Juntos escribieron en 1978 la obra Xente de casa. Un libro de estampas literarias realizado en sonetos que es desde el título, un siguimiento y homenaje al fabriciano Munchu güeyu cola xente de casa.
En los textos de Florina Alías se percibe una Asturias idealizada pero viva, narrada siempre en una lengua clara, limpia y natural.
A lo largo de su vida, residió en las localidades asturianas de Mieres, Oviedo y Gijón. En esta última, falleció tras una larga enfermedad el 30 de agosto de 1999.

## Reconocimientos
Ganó varios premios poéticos, tanto en lengua asturiana como en castellano. En 1952 obtuvo el primer premio de poesía navideña del Centro Cultural de Mieres. Después, consiguió la I Andecha de los Amigos del Bable. En 1980 logró, con el relato Señaldaes del Sueve, el II Concursu de Cuentos del Centru Asturianu de Madrid. Ese mismo año, fue reconocida por la Liga Naval Española con el primer premio sobre poesía marinera.
En 2021, la Consejería de Cultura, Política Llingüística y Turismo del Principado de Asturias, a través de la Dirección General de Política Llingüística, creó el Premio Florina Alías a la mejor traducción al asturiano. En su primera edición, se llevó este galardón la Sociedad Bíblica por su traducción a lengua asturiana de la Biblia.

## Obra
- "Xente de casa : Cien asturianos de hoy" / Luis Aurelio Álvarez y Florina Alías ; prólogo, Emilio Alarcos Llorach; epílogo, Francisco Aguilar y Paz. . — Oviedo : [s.n.], 1974 (Ensidesa).
- "Señaldaes del Sueve" / de Florina Alias Rodríguez.... – [S.l.] : ALSA, D.L. 1980. – 41 p. ; 17 cm
- A la sombra del carbayón: (Guía poética de Oviedo) / Florina Alías ; dibujos de Gaspar Meana]. — Gijón : Libros de la Luna Llena, 1995.
- "Gijón y el mar en el recuerdo" / Florina Alías ; prólogo de Francisco Carantoña ; epílogo de Pedro de Silva Cienfuegos-Jovellanos. — Gijón : [L'autora], 1997.